# Ngalbize
Ngalbize (ou Ngalbidjé, Sallo II) est un village du Cameroun situé dans le département du Djérem et la Région de l'Adamaoua. Il fait partie de la commune de Ngaoundal.

## Population
Lors du recensement de 2005, le village était habité par 748 personnes, 345 de sexe masculin et 403 de sexe féminin.